# Physalis carpenteri
Physalis carpenteri är en potatisväxtart som beskrevs av John Leonard Riddell. Physalis carpenteri ingår i släktet lyktörter, och familjen potatisväxter. Inga underarter finns listade i Catalogue of Life.